# 이자은
이자은(한국 한자: 李慈恩, 1985년 2월 10일 ~ )은 대한민국의 배우이다.

## 학력
- 서울예술대학교 연기과 전문학사 (졸업)

## 출연 작품

### 영화
- 《청아》 (2014년) - 꽃집주인 역.
- 《열애》 (2014년) - 다방아가씨 역
- 《착한아내》(2017년) - 윤화이 역
- 《one night stand》 (2016년) - 차지연 역.
- 《괜찮아, 정말?!》 (2016년) - 영희 역
- 《식구》 (2016년) - 자은엄마 역
- 《슬픔보다 아픈》 (2016년) - 박현숙 역.
- 《실종:사라진아내》 (2016년) - 정육점 손님 역.
- 《보통사람》(2017년) - 다방녀 역
- 《석조저택 살인사건》(2017년) - 부산클럽점원 역
- 《로마의휴일》(2017년) - 뭔빽이래? 역
- 《오뉴월》(2017년) - 카페주인 역
- 《포크레인》(2017년) - 개울가 여인 역
- 《침입자》(2017년) - 송영 역
- 《애연》(2018년) - 서남주 역
- 《당골》(2025년) - 명길 역

### 드라마
- 《위대한이야기》 (tvN, TV조선 2015년) - 김옥경 역
- 《디어마이프렌즈》 (tvN, 2016년) - 젊은난희 역.
- 《크리미널마인드》 (tvN, 2017년) - 고유진 역.

### 연극
- 《뮤지컬 퍼스트레이디》 (2013년) - 육영수 역
- 《두여자》 (2015년) - 주명희 역

### 음반
- 《사랑한다 말하세요》 - 이자은& 소풍

### 방송
- 닥터스 (법률방송, 2016년) - 메인 MC